# دارلي رامون توريس
دارلي رامون توريس (بالبرتغالية: Darley Ramon Torres‏) هو لاعب كرة قدم برازيلي في مركز حراسة المرمى، ولد في 15 ديسمبر 1989 في Pedro Leopoldo ‏ في البرازيل. لعب مع أتلتيكو مينيرو وفاينورد ونادي تومبينس ونادي كريسيوما ونادي ناوتيكو.

## وصلات خارجية
- دارلي رامون توريس على موقع قاعدة بيانات كرة القدم.إي يو (الإنجليزية)
- دارلي رامون توريس على موقع Soccerway.com (الإنجليزية)